# Битва за Перемишль
Битва за Перемишль — бої між нерегулярними українськими та польськими формуваннями з 1 по 12 листопада 1918 року.

## Протистояння
На звістку про призначення військовим комендантом Перемишля поляка — генерала Станіслава Пухальського та його прибуття 29 жовтня, представники місцевої УНРади на чолі з Володимиром Загайкевичем пішли на переговори до Пухальського з вимогою передати владу українцям. Останні розраховували на допомогу військових частин, які дислокувалися навколо Перемишля, зокрема чекали допомоги від військ крайової оборони (18 полк), піхотних полків у Журавиці, Ярославі, Сяніку й Ряшеві (9, 77, 34 і 89-й). Більшість у військових підрозділах становили українці, проте національно-визвольну боротьбу в краю підтримав лише 9 піхотний полк. Українська військова група, яка підпорядковувалася Українському військовому генеральному комісаріату із запасного батальйону 9 піхотного полку, що розташовувався в Журавиці, ухвалила рішення зайняти місто. 30 жовтня зранку вояки на чолі з сотником Миколою Федюшкою перебрали керування в частині, інтернували неукраїнських військових і під вечір контролювали містечко і телеграфом повідомили УНРаду про потребу подальших вказівок. Пухальський погрожував направити проти них угорську частину і, як наслідок, проти повсталих українців направили два угорські курені, які, однак, по дорозі розбіглися. З огляду на це, українські військові розійшлися по домівках. Натомість у ніч із 31 жовтня на 1 листопада польська поліція осадила Перемишль, а в обідню пору до міста прибула польська ліквідаційна комісія, котра не могла дістатися до Львова.

## Проголошення Республіки
Після проголошення ЗУНР у ніч на 1 листопада в Перемишлі почалися сутички польських та українських містян. Австрійський губернатор відмовився передати владу в місті українцям, натомість надав її полякам, місто формально приєднано до Польщі. Під вечір із Варшави надходить наказ генерала Тадеуша Розвадовського про призначення Пухальського керівником усіма польськими збройними силами в Галичині. Однак на той час вояки займалися грабунком крамниць, а не наведенням порядку.

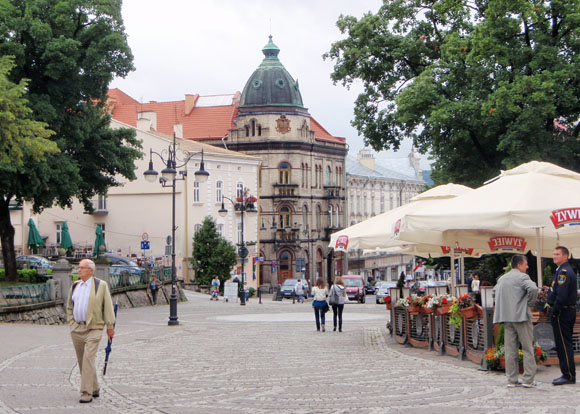
Український дім у Перемишлі

Польська поліція одразу ж прийнялася придушувати українські мітинги, що призвело до загибелі 7 українських студентів біля залізничного вокзалу; це стало приводом до збройного виступу.
УНРада добре розуміла, що залізничний вузол Перемишля є ключем до Львова, і 500 вояків 9-го полку 1 листопада здійснили першу спробу оволодіти містом, однак невдалу. Увечері 1 листопада почалися польсько-українські перемовини, в яких представниками від УНРади були: Володимир Загайкевич, Іван Жолнір, Андрій Алиськевич, А. Сабат та Володимир Демчук; поляків представляли: Олександр Скарбек. По вислідках перемовин 2 листопада підписано угоду, згідно з якою урядувати в місті мала змішана польсько-українсько-єврейська комісія з дев'яти членів, порядком мала зайнятися така ж змішана поліція.
У той же час в українському Народному Домі відбувалося зібрання, на якому дії представників УНРади визнано угодовськими і їхні повноваження недійсними та затверджено нове керівництво українського комітету Перемишля; власне, новообраний склад комітету і закликав до перебирання влади у місті. Для втілення перевороту створено Диктатуру на чолі із Л. Даниловичем.
Для наказаного напередодні 1 листопада висадження мостів у Перемишлі місцева військова команда спершу не могла знайти вибухового матеріалу, а коли його вдалося розшукати, виявилося, що ніхто не вміє ним користатися. Висланий до Городка з валкою возів, навантажених зброєю й вибухівкою, поручник Ананій Степанів не встиг зруйнувати залізничний міст через ріку Верещицю, яким до Львова безперешкодно дісталися надіслані з Перемишля потяги з допомогою польським повстанцям.

## Спроба оволодіти містом

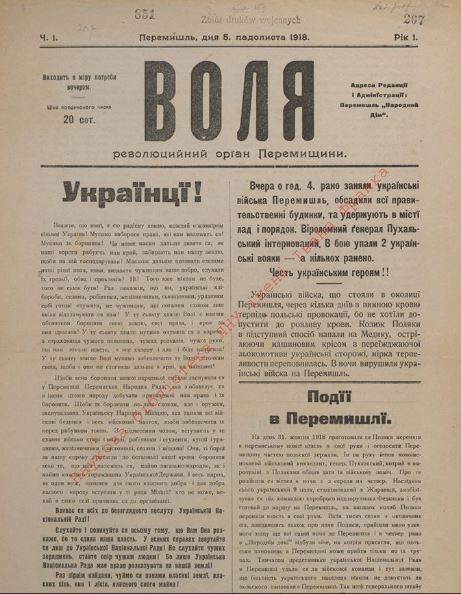
Повідомлення Перемиської газети «Воля» про взяття українськими військами Перемишля 4-го листопада 1918 року о 4-ій годині ранку.

Уночі з 3 на 4 листопада організовані загони українських добровольців — понад 200 охочих з сусідніх сил разом із 30 колишніми вояками УСС опанували правобережжя Перемишля. Однак загони не змогли виконати наказу про висадження в повітря перемиських мостів, що в майбутньому сильно дошкуляло в ході українсько-польської війни. Зі спогадів учасників тих подій, спричинився до цього нерішучістю Теофіл Кормош. Єврейську поліцію (понад 400 осіб) було здезорганізовано навмисними чутками про близький погром.
За підтримки українських містян польська поліція 4 листопада була з міста витіснена, влада у Перемишлі переходить до українців. Пухальський, не знаючи, що на лівому березі Сяну поляки під рукою місцевого ксьондза готують акцію збройного спротиву, видає наказ польським силам припинити протистояння та залишити місто. Польське ополчення, одначе вирішує продовжити спротив і займає лівобережний Перемишль. Арештовано більше сотні поляків, серед них генерал Пухальський, австрійський комендант міста. Здійснюється призов жителів Перемишля до нерегулярного формування для захисту від польських сил; упродовж тижня українська влада контролювала місто та околиці. Згодом дійшло до замирення, демаркаційною лінією визнано течію Сяну. Українські сили зобов'язалися видати польським харчові запаси з австро-угорських складів та випустити Пухальського з офіцерами. 9 листопада з Кракова на Перемишль рушили сили Юліана Стахевича.
10 листопада до міста підійшли 2000 польських жовнірів підполковника Токаржевського з австрійським бронепотягом, броньовиками та 8 гарматами, їм протистояли 700 українських добровольців із 2 гарматами. Поляки залізницею дійшли до Журавиці, звідти пішим строєм на частину Перемишля, Засяння. Польські військовики виголосили ультиматум про беззастережну здачу, який українська сторона відкинула. Бої відбувалися в Перемишлі та Селиськах поблизу Медики.

## Польський наступ
11 листопада в часі обіду поляки з-за Сяну почали обстріл українських позицій; тоді ж українці пустили два порожніх локомотиви по невисаджених залізничних мостах для унеможливлення просування. Польський бронепотяг прийняв удар на себе, та очистив шлях; згодом почалася атака польської піхоти одночасно 2 мостами, 2 понтонними переправами та власне бронепотягом. До вечора 11 листопада польські сили захопили міську управу, старе місто та укріпилися на позиціях. Уночі в єврейських кварталах, котрі перебували в частині Перемишля, зайнятій польськими силами, почалися грабунки крамниць і мешканців. Перед полуднем 12 листопада бої за Перемишль закінчилися, українські сили відійшли в напрямку Хирова. Утрати з обидвох сторін були приблизно однаковими і рахувалися по 10 загиблих та 50 поранених.
Місто потрапило до рук поляків, які змогли направити до ізольованого Львова підмогу та згодом повністю зайняти місто. Це відкривало можливість, крім того, для випадів на Хирів і Любачів. Без опанування Перемишля поляки не могли б й мріяти про вдержання Львова й опанування Східної Галичини взагалі. Уже 20 листопада з Перемишля до Львова прибула бойова група польських військ Токажевського, котра до цього часу зросла чисельно — 8300 солдатів та старшин, 60 скорострілів і 45 гармат.

## Втрати Українського війська
Вояки Української Галицької Армії які загинули в боях за Перемишль і околиць села Яксманичі і Селиська у листопаді 1918 року.
| Прізвище, ім'я           | Ранг                          | Військовий підрозділ | Місце загибелі           | Дата загибелі     |
| ------------------------ | ----------------------------- | -------------------- | ------------------------ | ----------------- |
| Бий Олександр            | десятник                      | УСС                  | с. Яксманичі             | 19 листопада 1918 |
| Британ                   | четар                         | УГА                  | околиця м. Перемишль     | листопад 1918     |
| Кокот Андрій             | вояк                          | УГА                  | с. Яксманичі             | листопад 1918     |
| Кучерепа Володимир       | вояк                          | УГА                  | м. Перемишль             | листопад 1918     |
| Козьол Юліян             | студент гімназії              | УГА                  | м. Перемишль             | листопад 1918     |
| Мельничук                | хорунжий (наддніпрянець)      | УГА                  | м. Перемишль             | листопад 1918     |
| Нагайський Михайло       | вояк                          | УГА                  | м. Перемишль             | листопад 1918     |
| Шкреметко Семен          | поручник                      | УГА                  | м. Перемишль             | 10 листопада 1918 |
| Фільц Тарас              | студент гімназії              | УГА                  | с. Яксманичі             | 19 листопада 1918 |
| Сорока Іван              | стрілець                      | УГА                  | с. Селиська              | 18 листопада 1918 |
| Сеник Макар              | стрілець                      | УГА                  | с. Селиська              | 18 листопада 1918 |
| Стисло Іван              | стрілець                      | УГА                  | с. Селиська              | 18 листопада 1918 |
| Ефрозина Щирба           |                               | УГА                  | с. Селиська              | 18 листопада 1918 |
| Ім'я невідоме            | підстаршина                   | УГА                  | м. Перемишль             | листопад 1918     |
| Ім'я невідоме            | підстаршина                   | УГА                  | м. Перемишль             | листопад 1918     |
| Ім'я невідоме            | стрілець                      | УГА                  | м. Перемишль             | 12 листопада 1918 |
| Ім'я невідоме            | стрілець                      | УГА                  | м. Перемишль             | 12 листопада 1918 |
| Ім'я невідоме            | стрілець                      | УГА                  | м. Перемишль             | 12 листопада 1918 |
| 18 вояків імена невідомі | стрільці Гусаківського куреня | УГА                  | фортеці під м. Перемишль | 10 листопада 1918 |

## Війна без ненависті
Збройне протистояння не переходило в міжнаціональну ненависть. Учасник боїв за Перемишль майбутній польський історик Вацлав Ліпінський у мемуарах згадував, як безперешкодно проходив на зайняту українцями цитадель у Перемишлі, аби віддати почесті похованим тут побратимам.